# Yacouba Sawadogo
Yacouba Sawadogo (nacido en Burkina Faso, año de nacimiento desconocido - Ouahigouya, 3 de diciembre de 2023) fue un agricultor burkinés, conocido como "el hombre que paró el desierto", que modificó una técnica de agricultura tradicional llamada Zaï para restaurar las tierras que habían sido desertizadas. Un documental llamado The Man Who Stopped the Desert (El hombre que paró al desierto), emitido por primera vez en el Reino Unido en 2010, retrata su vida.

## Rehabilitación de la tierra
Junto con Mathieu Ouédraogo, otro granjero local, Sawadogo empezó a experimentar con técnicas para rehabilitar tierra desertizada en 1980. Confiaba en el uso de las técnicas tradicionales como los agujeros Zaï.

### Agujeros Zaï
Los agujeros Zaï tradicionalmente han sido utilizados para tratar de restaurar la tierra estéril. Sawadogo introdujo la innovación al llenarlos con estiércol y otros residuos biodegradables, para proporcionar una fuente de nutrientes para la vida de la planta. El estiércol atrae termitas, las cuales mediante la construcción de sus túneles, ayudan a airear y romper la tierra mucho más de lo que conseguiría solo el agujero. También aumenta la medida de los agujeros ligeramente sobre los modelos tradicionales. Gracias a las termitas y a que Sawadogo empezó a utilizar la técnica mucho antes de la siembra, estas creaban una red de túneles lo suficientemente extensa como para lograr que el agua perdurará durante más tiempo en la tierra. Esta mayor permanencia de agua en la tierra favoreció el desarrollo de las plantas. Fue entonces cuando Sawadogo pensó en plantar árboles en los límites de sus cultivos para favorecer la humedad, una bajada de temperatura, etc. en las zonas donde antaño había bosques. Gracias a su método, los árboles que plantó empezaron a crecer, estos favorecían la humedad del suelo, subían el nivel de la capa freática, bajaban con su sombra la temperatura del suelo y ayudaban a regular el clima. Poco tiempo después, el bosque de unas pocas especies que Sawadogo había plantado se fue convirtiendo en un bosque cada vez más diverso, gracias a que los propios árboles mejoran la calidad del suelo y a que las aves transportan semillas.
Mediante el uso de esta técnica y gracias a que Sawadogo la ha transmitido por las zonas rurales de su país y de ocho países de la región del Sahel, se han conseguido recuperar tres millones de hectáreas que habían sido desertizadas.